# Dead Space (série)

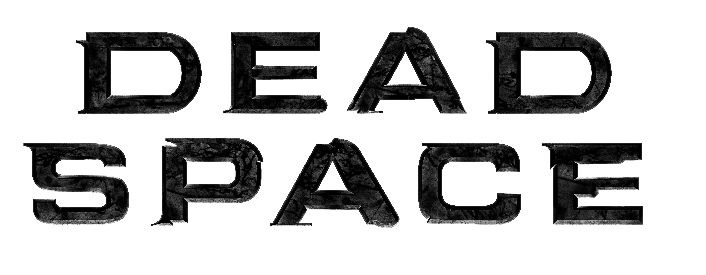
Título da série em sua fonte característica.

Dead Space é um franchising criada por Glen Schofield, produzida pela Visceral Games e publicada pela Electronic Arts. O franchising centra-se na série de videojogos de horror e sobrevivência, também inclui dois filmes, séries de banda desenhada e livros. O jogo passa-se em um universo de ficção científica do século XXVI, com ambientes, armas e personagens típicos do gênero. A cronologia da série não é apresentada num formato linear, com seções do enredo apresentado na forma de prequela ou sequela, e em diferentes meios paralelos aos videojogos. De um modo geral, a série centra-se em um homem chamado Isaac Clarke e os horrores que o cercam.
Até agora, a série tem sido bem sucedida comercial e criticamente, vendendo mais de 8,0 milhões de cópias, o primeiro jogo e a sua sequência receberam críticas bastante positivas da maioria dos críticos e o primeiro jogo recebeu uma série de prêmios da indústria por muitos elementos diferentes de sua jogabilidade e desenvolvimento.

## História
A série passa-se no espaço sideral. O primeiro jogo é jogado a bordo da USG Ishimura, uma nave espacial em órbita de um planeta distante chamado Aegis VII, movendo-se para uma colônia no próprio planeta. O segundo jogo está situado no Sprawl Titan, uma cidade em uma lua de Saturno. Prequelas e sequelas ocorrem em um desses dois ambientes. Dead Space 3 ocorre principalmente em Tau Volantis, um planeta coberto de gelo, cuja colônia ficou no escuro há 200 anos atrás e nunca mais se ouviu falar dela.

## Personagens
- Isaac Clarke é o principal protagonista da série Dead Space. Originalmente um engenheiro de sistemas da nave, sua vida muda para pior quando uma missão de reparo aparentemente de rotina torna-se uma luta para sobreviver ao flagelo dos Necromorphs.

## Jogos
| Nome              | Plataforma                                      | Ano  |
| ----------------- | ----------------------------------------------- | ---- |
| Dead Space        | Xbox 360, PlayStation 3, Microsoft Windows      | 2008 |
| Dead Space 2      | Xbox 360, PlayStation 3, Microsoft Windows      | 2011 |
| Dead Space 3      | Xbox 360, PlayStation 3, Microsoft Windows      | 2013 |
| Dead Space Remake | Xbox Series X, PlayStation 5, Microsoft Windows | 2023 |

### Spin-offs
| Nome                   | Plataforma               | Ano                              |
| ---------------------- | ------------------------ | -------------------------------- |
| Dead Space: Extraction | Wii, PlayStation 3       | 2009 (Wii), 2011 (PlayStation 3) |
| Dead Space: Ignition   | Xbox 360, PlayStation 3  | 2010                             |
| Dead Space (móvel)     | iOS, Android, Blackberry | 2011                             |

## Filmes animados
| Título                | Ano  | Diretor      | Distribuidor(es) |
| --------------------- | ---- | ------------ | ---------------- |
| Dead Space: Downfall  | 2008 | Chuck Patton | -                |
| Dead Space: Aftermath | 2011 | Mike Disa    | -                |

## Livros
- Dead Space: Martyr
- Dead Space: Catalyst

## HQs
- Dead Space (comics)
- Dead Space: Salvage
- Dead Space: Liberation

## Trilha Sonora
- Dead Space: Original Soundtrack
- Dead Space 2: Original Videogame Score
- Dead Space 2: Collector's Edition Original Soundtrack

## Cronologia
- Dead Space Martyr
- Dead Space Catalyst
- Dead Space Extraction
- Dead Space (comics)
- Dead Space Downfall
- Dead Space
- Dead Space Salvage
- Dead Space Aftermath
- Dead Space Ignition
- Dead Space Mobile
- Dead Space 2
- Dead Space 2: Severed (Dead Space 2 DLC)
- Dead Space Liberation
- Dead Space 3
- Dead Space 3: Awakened (Dead Space 3 DLC)
- Dead Space Remake